# Nicola Filacuridi
Nicola Filacuridi — Νικόλαος Φυλακουρίδης (hebreu) — (Alexandria, Egipte, 1 de gener del 1920 – Sydney, Austràlia, 12 de febrer del 2009), va ser un tenor italià d'origen grec.

## Biografia
Després d'haver descobert un primer talent musical, va estudiar cant a Alessandria amb el mestre Ettore Cordone, debutant el 1945 al Teatre de l'Òpera del Caire amb Cavalleria rusticana. L'any següent marxà a Itàlia per continuar els seus estudis amb Federico Del Cupolo, debutant el 1949 a Savona amb La traviata. L'any següent va estar al "Teatro dell'Opera di Roma" amb Adriana Lecouvreur, cantant successivament a Trieste, Venècia, Parma, Torí, Florència, Nàpols.
Va debutar a La Scala de Milà l'any 1953 a l'òpera contemporània Leonore 40/45 de Rolf Liebermann, participant també, el 1957, a la primera representació de Dialogues des Carmélites. Encara des del repertori modern va interpretar Mathis der Maler de Paul Hindemith el 1958. També als anys cinquanta enregistrà algunes obres per a la televisió italiana: Lucia di Lammermoor, La traviata, Adriana Lecouvreur, Un Ballo in Maschera, Madama Butterfly. Les aparicions a la televisió li van ajudar a assegurar-li una popularitat considerable.
A nivell internacional va actuar a l'Òpera de Montecarlo, al Teatre La Monnaie de Brussel·les, a l'Òpera Estatal de Viena, a la Royal Opera House de Londres i als festivals d'òpera d'Ais de Provença i Glyndebourne. També va cantar a Espanya, Portugal, Argentina, Brasil, Dallas i l'Òpera de Sydney. El 1964 es va traslladar amb la seva família a Austràlia, on va fer les seves últimes actuacions a l'"Isabelian Theatre Trust Opera" de Sydney, actuant també a Nova Zelanda.
Va interpretar aproximadament seixanta-cinc papers: a més dels títols ja esmentats, Rigoletto, La bohème, Tosca, Les contes d'Hoffmann, Louise, Werther, Idomeneo, Lohengrin. També va ajudar a "crear" els papers de Il furioso all'isola di San Domingo de Gaetano Donizetti, Il Cappello di paglia di Firenze de Nino Rota i La guerra de Renzo Rossellini.

## Repertori operístic
| Rol                    | Títol                               | Autor                 |
| ---------------------- | ----------------------------------- | --------------------- |
| Lord Arturo            | I puritani                          | Bellini               |
| Don José               | Carmen                              | Bizet                 |
| Giuliano               | Louise                              | Charpentier           |
| Maurizio di Sassonia   | Adriana Lecouvreur                  | Cilea                 |
| Don Giovanni           | Kàmenni gost                        | Aleksandr Dargomijski |
| Fernando               | Il furioso all'isola di San Domingo | Donizetti             |
| Edgardo di Ravenswood  | Lucia di Lammermoor                 | Donizetti             |
| Alberto di Brandeburgo | Mattia il pittore                   | Hindemith             |
| Turiddu                | Cavalleria rusticana                | Mascagni              |
| Cavaliere des Grieux   | Manon                               | Massenet              |
| Werther                | Werther                             | Massenet              |
| Idomeneo               | Idomeneo                            | Mozart                |
| Hoffmann               | Les Contes d'Hoffmann               | Offenbach             |
| Cavaliere de la Force  | Dialogues des Carmélites            | Poulenc               |
| Rodolfo                | La bohème                           | Puccini               |
| Mario Cavaradossi      | Tosca                               | Puccini               |
| F. B. Pinkerton        | Madame Butterfly                    | Puccini               |
| Donello                | La fiamma                           | Respighi              |
| Fadinard               | Il cappello di paglia di Firenze    | Rota                  |
| Gabriel von Eisenstein | Die Fledermaus                      | Johann Strauss (1825) |
| Duca di Mantova        | Rigoletto                           | Verdi                 |
| Alfredo Gérmont        | La traviata                         | Verdi                 |
| Riccardo               | Un ballo in maschera                | Verdi                 |
| Lohengrin              | Lohengrin                           | Wagner                |

## Discografia
- Adriana Lecouvreur, amb Mafalda Favero, Elena Nicolai, Luigi Borgonovo, dir. Federico Del Cupolo - Coliseu/RCA 1949
- La traviata (DVD), amb Rosanna Carteri, Carlo Tagliabue, dir. Nino Sanzogno - vídeo-RAI 1954 ed. Encore
- Adriana Lecouvreur (DVD), amb Marcella Pobbe, Fedora Barbieri, Otello Borgonovo, dir. Alfredo Simonetto - vídeo-RAI 1955 ed. House of Opera/GOP (només àudio)
- Carmen, amb Jean Madeira, Janette Vivalda, Michel Roux, dir. Pierre Dervaux - Vox 1956
- La traviata, amb Renata Tebaldi, Ugo Savarese, dir. Tullio Serafin - en directe Florència 1956 ed. Amants de l'òpera
- Un ballo in maschera (DVD), amb Marcella Pobbe, Rolando Panerai, Lucia Danieli, dir. Nino Sanzogno - vídeo-RAI 1956 ed. Casa de l'Òpera
- Dialogues des Carmélites (en italià), amb Leyla Gencer, Gigliola Frazzoni, Virginia Zeani , Scipio Colombo, Eugenia Ratti, Fiorenza Cossotto, dir. Nino Sanzogno - en directe La Scala 1957 ed. Enregistraments llegendaris/Amants de l'òpera
- Adriana Lecouvreur, amb Renata Tebaldi, Miriam Pirazzini, Renato Capecchi, dir. Francesco Molinari Pradelli - en viu Nàpols 1958 ed. Distribució Lírica
- Il furioso all'isola di San Domingo, amb Gabriella Tucci, Giuliana Tavolaccini, Ugo Savarese, dir. Franco Capuana - viu Siena 1958 ed. Melodrama
- Lucia di Lammermoor (DVD), amb Anna Moffo, Dino Dondi, dir. Fernando Previtali - vídeo-RAI 1959 ed. Casa de l'Òpera
- La traviata, amb Renata Scotto, Mario Sereni, dir. Fernando Previtali - en directe Milà-RAI 1959 ed. Opera Depot
- I puritani, amb Joan Sutherland, Ernest Blanc, Giuseppe Modesti, dir. Vittorio Gui - en directe Glyndebourne 1960 ed. Distribució lírica/SRO